# Timothy Michael Healy

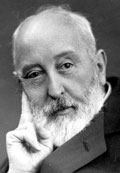
Timothy Michael Healy.

Timothy "Tim" Michael Healy, född 17 maj 1855, död 26 mars 1931, var en irländsk politiker.
Healy blev 1879 sekreterare åt Charles Stewart Parnell, 1880 ledamot av underhuset, där han genom en lysande vältalighet fick en stark position. 1882 dömdes Healy till 6 månaders fängelse för upproriskt tal, 1903 erhöll han som skicklig jurist brittisk statstjänst. 1912 kämpade han kraftigt för home-rule och mot en delning av Irland. 1914 stod han på imperiets sida men gled småningom över till Sinn Féinpartiet. Då guvernörsposten skulle besättas efter fredsslutet 1921, erhöll Healy den till allmän förvåning men skötte den med stor klokhet och moderation, till han 1927 avgick.